# Élections législatives islandaises de 1946
Les élections législatives islandaises de 1946 ont lieu le 30 juin 1946.

## Résultats
| Partis                   | Partis                                            | Voix   | %     | +/−  | Sièges par chambre | Sièges par chambre | Sièges par chambre | Sièges par chambre |
| Partis                   | Partis                                            | Voix   | %     | +/−  | Basse              | +/−                | Haute              | +/−                |
| ------------------------ | ------------------------------------------------- | ------ | ----- | ---- | ------------------ | ------------------ | ------------------ | ------------------ |
|                          | Parti de l'indépendance (D)                       | 26 428 | 39,50 | 0,95 | 13                 | en stagnation      | 7                  | en stagnation      |
|                          | Parti du progrès (B)                              | 15 429 | 23,06 | 3,54 | 9                  | 1                  | 4                  | 1                  |
|                          | Parti de l'unité du peuple - Parti socialiste (C) | 13 049 | 19,50 | 0,97 | 7                  | en stagnation      | 3                  | en stagnation      |
|                          | Parti social-démocrate (A)                        | 11 914 | 17,81 | 3,64 | 6                  | 1                  | 3                  | 1                  |
|                          | Indépendants                                      | 93     | 0,14  | Nv.  | 0                  | en stagnation      | 0                  | en stagnation      |
|                          |                                                   |        |       |      |                    |                    |                    |                    |
| Votes valides            | Votes valides                                     | 66 913 | 98,55 |      |                    |                    |                    |                    |
| Votes blancs et nuls     | Votes blancs et nuls                              | 983    | 1,45  |      |                    |                    |                    |                    |
| Total                    | Total                                             | 67 896 | 100   | –    | 35                 | en stagnation      | 17                 | en stagnation      |
| Abstentions              | Abstentions                                       | 9 774  | 12,58 |      |                    |                    |                    |                    |
| Inscrits / participation | Inscrits / participation                          | 77 670 | 87,42 |      |                    |                    |                    |                    |